# Darren Barber
Darren Barber (* 26. Dezember 1968 in Victoria) ist ein ehemaliger kanadischer Ruderer.
Barber gewann bei den Junioren-Weltmeisterschaften 1986 die Bronzemedaille im Vierer ohne Steuermann. Bei den Weltmeisterschaften 1989 ruderten im Vierer mit Steuermann Darren Barber, Darby Berkhout, Andy Crosby, Bruce Robertson und Steuermann Terrence Paul auf den zehnten Platz. 1990 wechselten vier Mitglieder dieser Crew in den kanadischen Achter. Bei den Weltmeisterschaften 1990 siegte der Deutschland-Achter vor dem kanadischen Achter in der Besetzung Darren Barber, Andy Crosby, Robert Marland, Derek Porter, Michael Rascher, Bruce Robertson, Brian Saunderson, John Wallace und Terrence Paul. Auch bei den Weltmeisterschaften 1991 siegten die Deutschen vor den Kanadiern, bei denen Don Telfer für Brian Saunderson im Boot saß. Bei der olympischen Regatta 1992 in Barcelona trat der kanadische Achter mit Michael Forgeron für Don Telfer an. Die Kanadier gewannen den ersten Vorlauf und belegten im ersten Halbfinale den zweiten Platz hinter den Rumänen. Im Finale siegten die Kanadier mit 14 Hundertstelsekunden Vorsprung vor den Rumänen, der Deutschland-Achter erhielt die Bronzemedaille.
Nach einem Jahr Pause, in dem Barber sein Medizinstudium vorantrieb, bildete er bei den Weltmeisterschaften 1994 einen Zweier ohne Steuermann mit Phil Graham, die beiden belegten den vierten Platz. Bei den Olympischen Spielen 1996 saßen vom Olympiasiegerboot von 1992 nur Crosby und Barber im kanadischen Achter, der den vierten Platz belegte. Danach trat Barber zurück und arbeitete als Arzt. 2004 versuchte der 1,93 m große Barber noch einmal ein Comeback, das er nach zwei Siegen mit dem Achter im Ruder-Weltcup abbrach.
Darren Barber ist der Enkel des Eishockeyspielers und Stabhochspringers Syl Apps und Neffe von dessen Sohn Syl Apps junior, der ebenfalls Eishockeyspieler war. Barbers Cousine Gillian Apps war Olympiasiegerin im Eishockey.